# جورج فیلیپس بوند
 جورج فیلیپس بوند (انگلیسی: George Phillips Bond؛ ۲۰ مهٔ ۱۸۲۵ – ۱۷ فوریهٔ ۱۸۶۵) یک دانشمند در زمینه اخترشناسی اهل ایالات متحده آمریکا بود.